# Razmadze
Razmadze je priimek več oseb:
- Ilija Omainovič Razmadze, sovjetski general
- Luka Razmadze, gruzinski nogometaš
- Ramaz Razmadze, gruzinski slikar